# Пустынный воробей
Пустынный воробей (лат. Passer simplex) — птица семейства воробьиных.

## Внешний вид
Несколько мельче и светлее домового воробья. Спина светло-серая, полоса, идущая от клюва через глаз, и горло — чёрные. Крылья и хвост буровато-серые со светлыми пестринами. Щёки и низ тела очень светлые, почти белые. У самок и молодых птиц чёрный цвет заменён буроватым.

## Распространение
Обитает в Туркмении и восточном Иране, а также в северной и восточной Африке.

## Образ жизни
Обитает в пустынях с зарослями саксаула. Ведёт оседлый образ жизни, держится обычно парами или небольшими стайками. Крупных стай не образует. Гнёзда строит на ветвях саксаула. Они шарообразные, с трубчатым входом, опущенным вниз. В кладке 5—6 белых с тёмными пестринами яиц. В отличие от других воробьёв, насиживание начинается с откладки первого яйца.

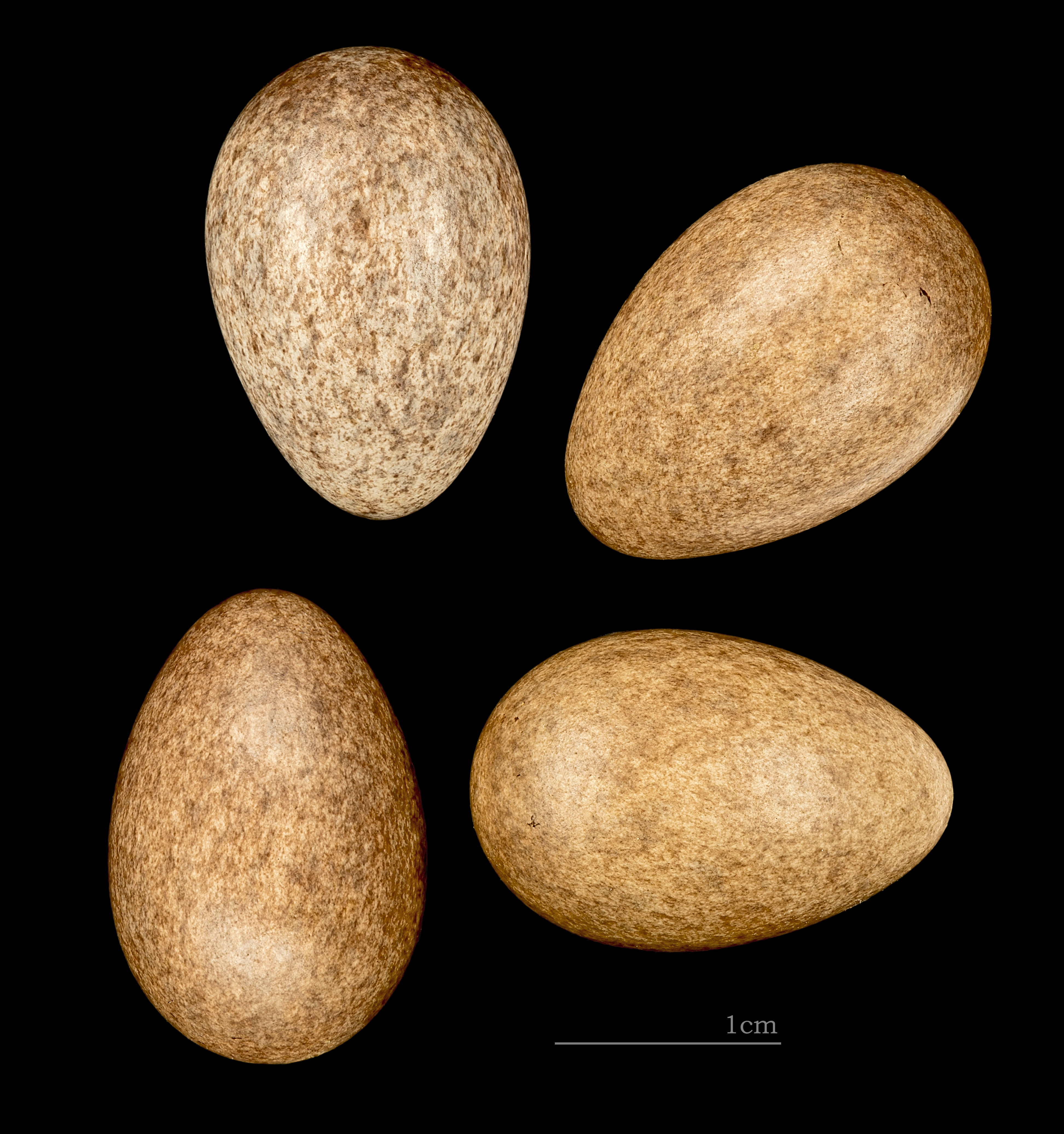
Passer simplex sahara

Подобно своему родственнику саксаульному воробью, пустынный воробей обладает приятным голосом. Песня состоит из мелодичных трелей, несколько напоминающих песню щегла. Издаёт пустынный воробей и привычное нам чириканье.